# ميرزا علي
ميرزا علي (بالفارسية: میرزا علی) (ق. 1509–1575 ) كان رسامًا للمنمنمات الفارسية في القرنين السادس عشر والسابع عشر. كان ابنًا للرسام البارز سلطان محمد (ازدهر في القرن 16). ولد في تبريز، ونشأ في منسخ المدينة الذي كان تابعًا للشاه الصفوي طهماسب الأول (حكم 1524–1576).
وبحسب المؤرخ الصفوي المعاصر بوداق منشي القزويني، فإن ميرزا علي "غادر إلى الهند بعد وفاة والده وازدهر هناك". وتشير باربرا بريند، المتخصصة في الفن الفارسي والمغولي، أيضًا إلى أن ميرزا علي سافر إلى الهند من أجل العمل في البلاط المغولي، على الرغم من أنها لم تذكر المصدر لهذا الادعاء. يقترح مارتن برنارد ديكسون وستيوارت كاري ويلش أن مسيرة ميرزا علي استمرت في إيران حتى حوالي عام 1575، بينما يقترح أبو العلا سودافار أن ميرزا علي رافق همايون إلى الهند وعاد إلى إيران بعد وفاة الأخير في عام 1556.
ترى بريند أن ميرزا علي وعبد الصمد هما نفس الشخص، وذلك بسبب التشابه الأسلوبي بينهما.